# Georg Michaelis
Georg Michaelis (ur. 8 września 1857 w Chojnowie, zm. 21 lipca 1936 w Bad Saarow) – kanclerz Rzeszy oraz Premier Prus; od 1 kwietnia 1918 do 31 marca 1919 nadprezydent pruskiej prowincji Pomorze. Był pierwszym kanclerzem Niemiec pochodzącym z rodziny niearystokratycznej.

## Życiorys
Urodził się w Haynau, dzisiaj Chojnów. Młodość spędził we Frankfurcie nad Odrą. Studiował prawo we Wrocławiu, Lipsku oraz Würzburgu.
Od 1885 do 1889 mieszkał i pracował jako profesor prawa w Tokio.
W 1909 został podsekretarzem stanu w Pruskim Skarbcu w Berlinie. Od 1915 kierował Reichsgetreidestelle, biurem, które zajmowało się administracją zboża w czasie I wojny światowej. Kiedy Reichstag wymusił rezygnację Theobalda von Bethmanna Hollwega (14 lipca 1917), został kanclerzem Rzeszy i premierem Prus. Pozostał na tym stanowisku do 31 października 1917, kiedy został zmuszony do rezygnacji, ponieważ nie godził się z rezolucją Reichstagu na temat pokoju bez aneksji i odszkodowań.
W 1922 opublikował wspomnienia Für Staat und Volk. Eine Lebensgeschichte (Furche, Berlin 1922).

## Rodzina
Michaelis ożenił się z Margarete Schmidt (1869–1958). Mieli pięć córek i dwóch synów: Elisabeth (1892), Charlotte (1893), Emma (1894), Georg Sylvester (1897), Wilhelm (1900), Eva (1904) oraz Martha (1907).